# ナンヨウブダイ
ナンヨウブダイ（C.microrhinos）は、スズキ目ベラ亜目ブダイ科の魚。サンゴ礁でみられる亜熱帯種である。体色は青色から緑色で、尾鰭は両端が糸状に伸長する。丈夫な歯で藻類をかじり取って食べ、夜は粘液を出し寝る。性転換を行う個体もいる。

## 分布
日本国内では、静岡県、和歌山県、高知県柏島などで幼魚がみられる。北硫黄島などの小笠原諸島、八丈島、屋久島、南大東島、口永良部島、琉球列島に分布
。
国外では、台湾南部と東部、福建省、東沙諸島、西沙諸島、南沙諸島、小スンダ列島を除くインドネシア、オーストラリア、ニューカレドニア、フランス領ポリネシア、ハワイ諸島とイースター島を除く西・中央太平洋、インド洋最東端。

## 形態
例として八重山諸島では雌において1歳で尾叉長が約10cm、2歳で約20cm、6歳以上で40cmを超える。
成魚は体が青～緑色で、頭部の頬に口から後方へはしる明るい青色帯がある。性転換に伴う色彩の変化はあまりないが、大型個体では吻部が絶壁状になり、尾鰭の上下両端が糸状に伸長する。雄は老成すると頭部がこぶ状に発達する。雌雄ともに海域による色彩変異があるようだ。
オニハゲブダイに似るが、ナンヨウブダイは眼の周辺に模様がなく、口元から頬にかけて青いラインがあり、体側上部と体側下部の色彩の濃淡の境目がある。アオブダイに似るが、ナンヨウブダイは尾鰭の上下両端が糸状に伸長する。
幼魚は体側は全身が黒色が、4本のクリーム色の縦のラインがある。混泳してるブダイの中でも一際よく目立って見える。

## 生態
サンゴ礁の外縁の潮通しのよい礁斜面や、岸壁、水路で普通にみられる。
夜間はサンゴの下や隙間に入って粘液の膜を張って寝る。これはウツボ類などからの捕食を防ぐためと考えられてきたが、寄生虫がつくことを防いでいる可能性もあることがわかってきた。
サンゴや岩に付着している藻類を食べる藻食性。糞はサンゴ礁の白い砂となる。
他の多くのベラ科やブダイ科同様、雌性先熟をする。

## 名称
沖縄では、老成魚のこぶが玄翁（げんろう）で殴られた状態を連想させることから、ゲンノウイラブチャー、ゲンナーなどと呼ばれる。

## 利用
沖縄では刺身や汁物などとして食される。

## ギャラリー

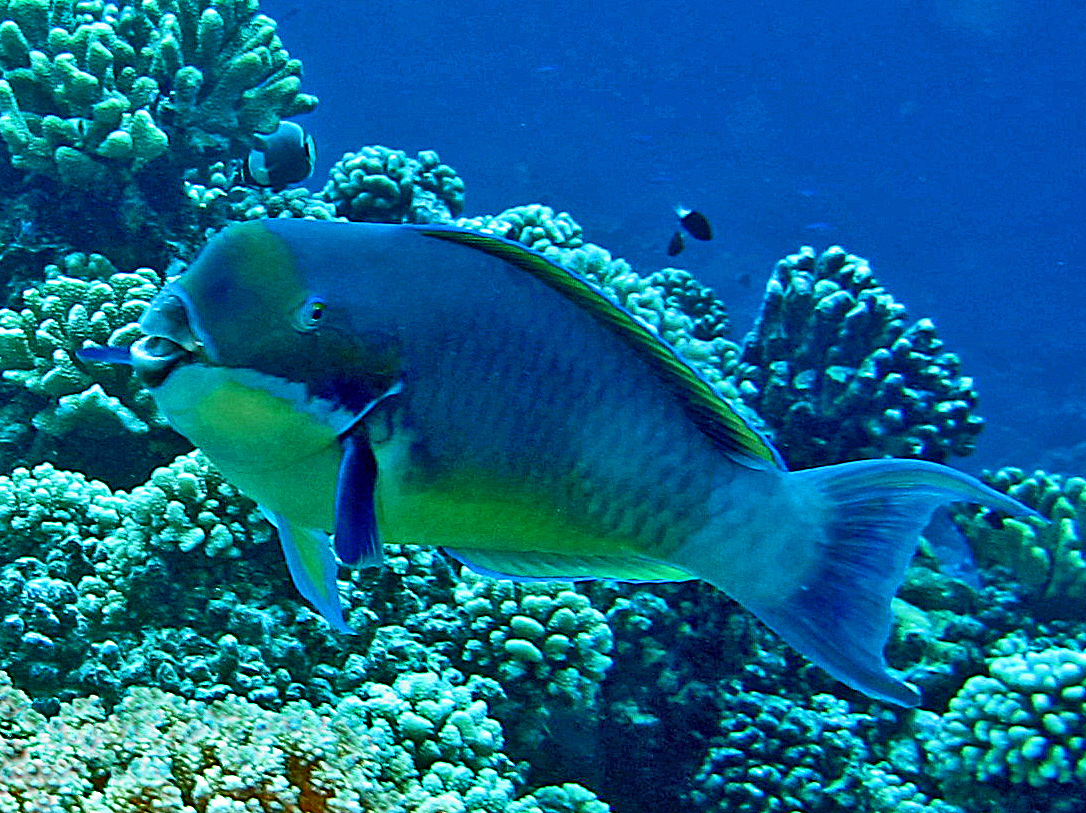
成魚。
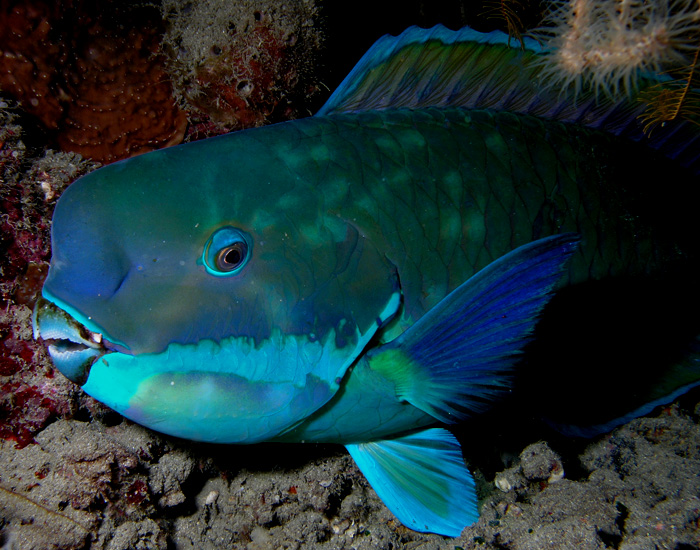
成魚。
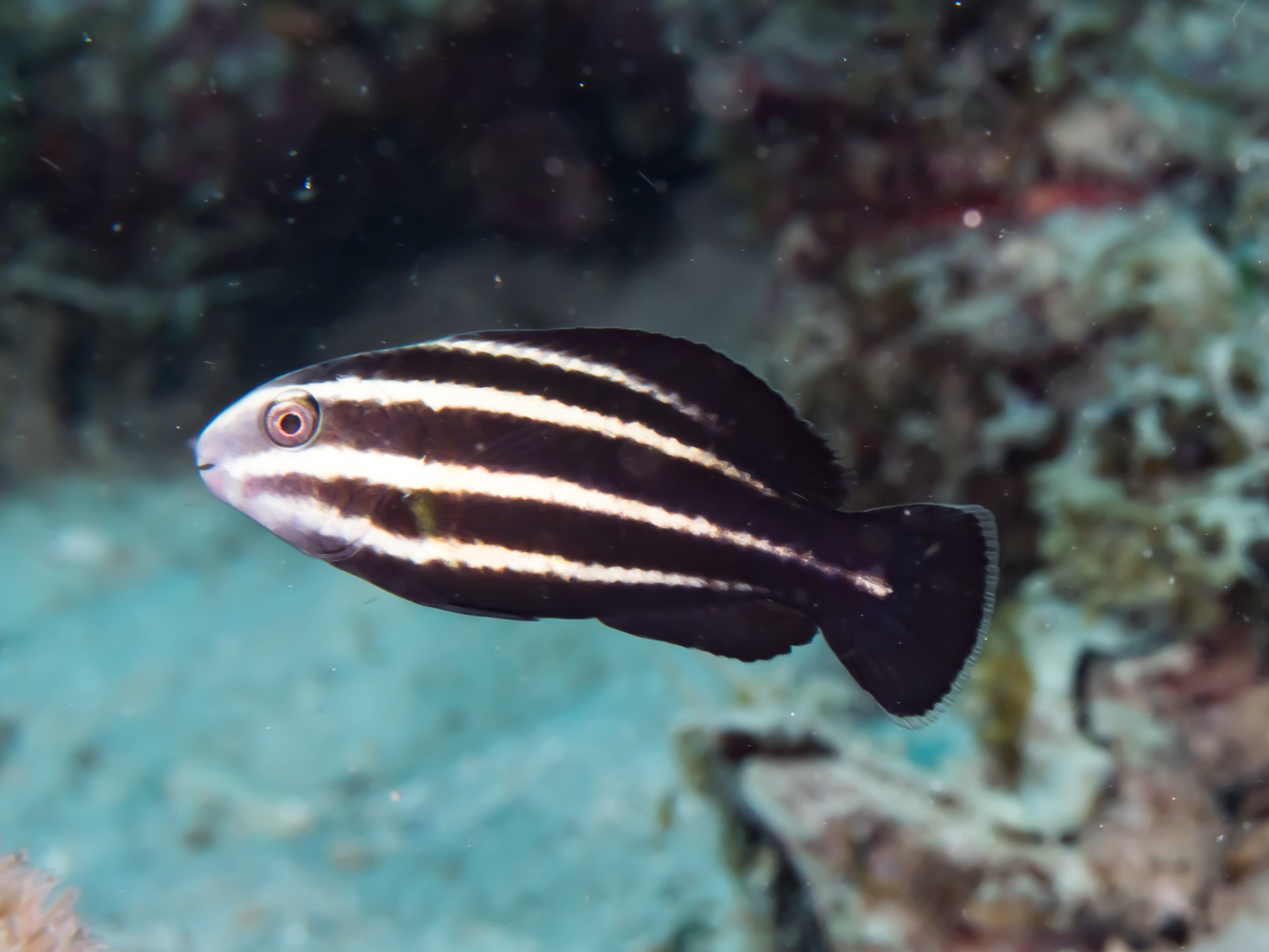
幼魚。
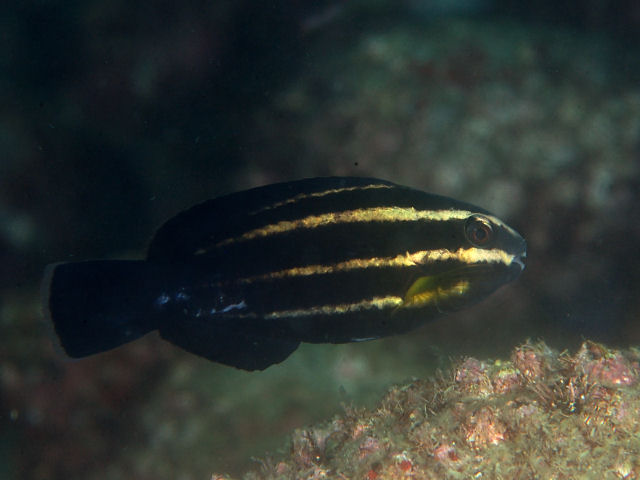
幼魚。
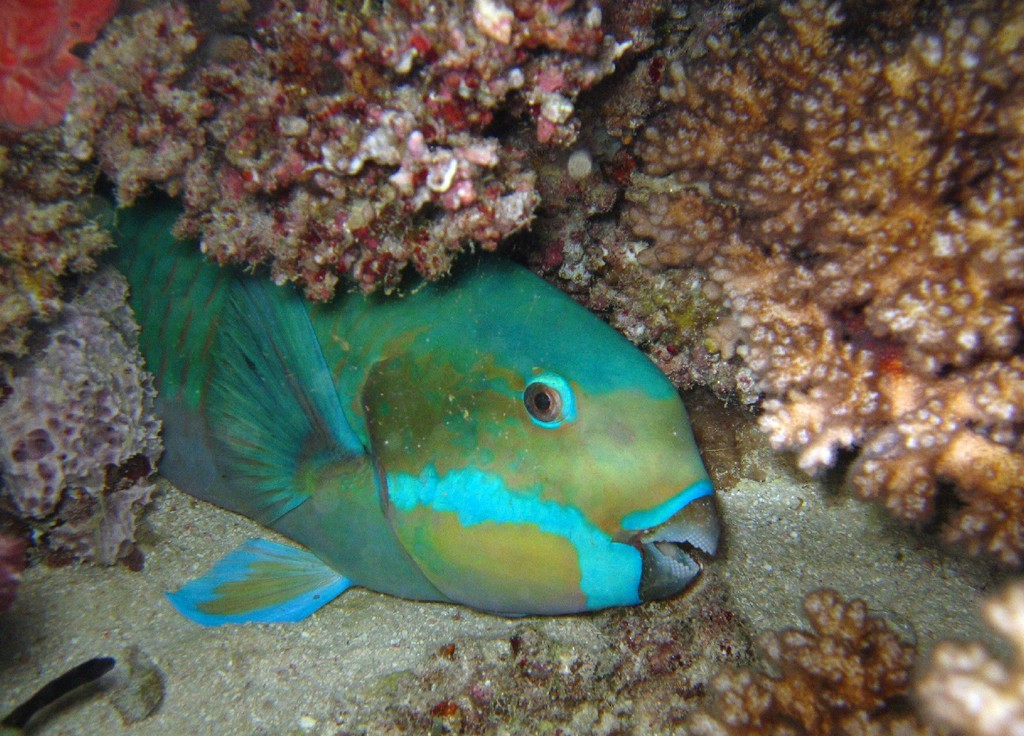
成魚。頬に青いラインが入るという本種の特徴がよくわかる。
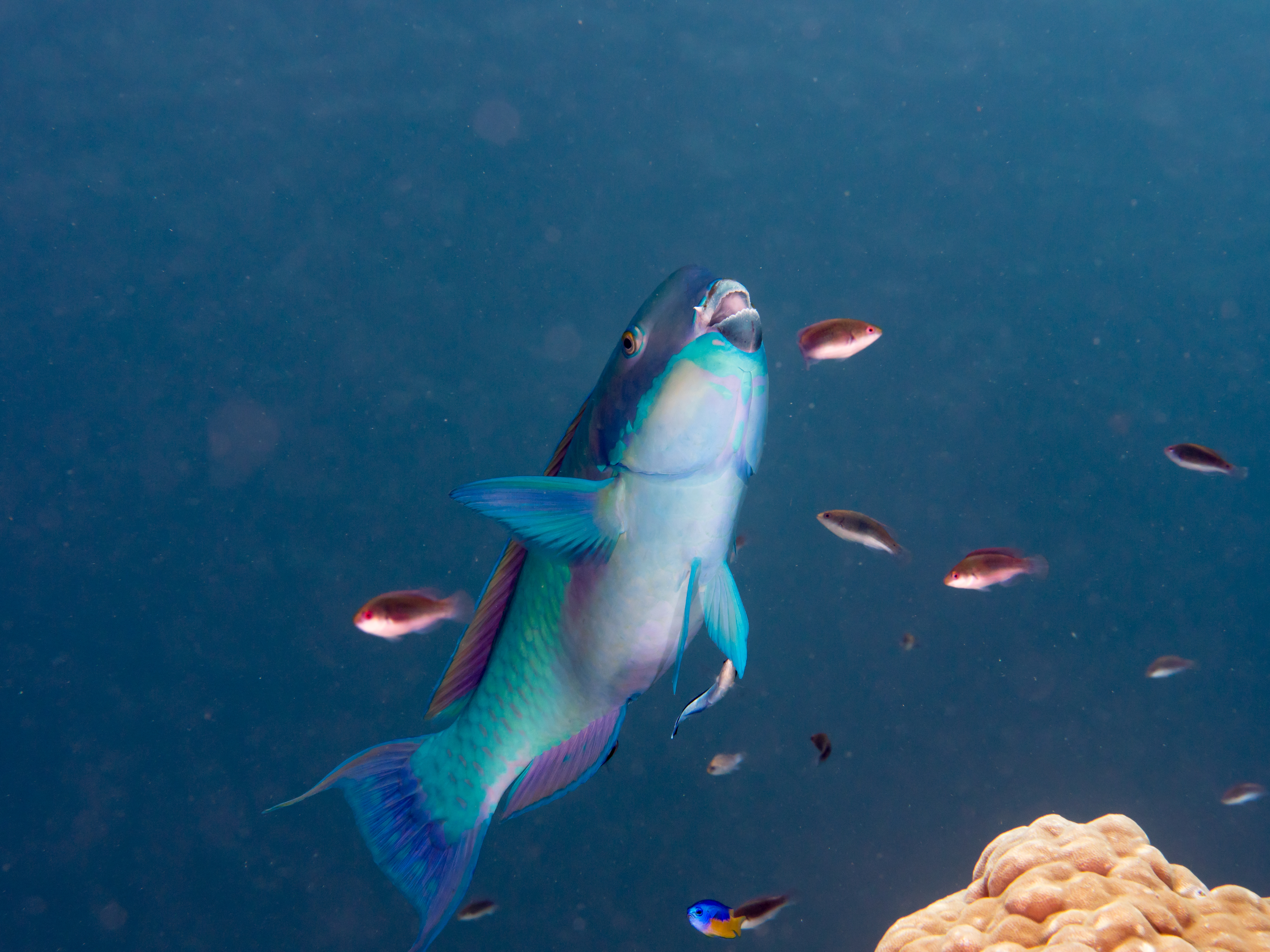
成魚。体側は色鮮やかだが腹側は白色であるという本種の特徴がよくわかる。